# Jelcz-Laskowice
Jelcz-Laskowice (deutsch: Jeltsch-Laskowitz) ist eine Stadt im Powiat Oławski der Woiwodschaft Niederschlesien in Polen. Sie ist zugleich Sitz der Stadt- und Landgemeinde Jelcz-Laskowice. Die Doppelstadt Jelcz-Laskowice entstand am 1. Januar 1987 durch den Zusammenschluss der Gemeinden Jelcz und Laskowice Oławskie.

## Geographie
Jelcz-Laskowice liegt ca. 12 Kilometer nördlich von Oława (Ohlau) und rund 25 Kilometer südöstlich von Breslau in der Nizina Śląska (Schlesische Tiefebene) am rechten Ufer der Oder. Umgeben ist der Ort von weitläufigen Waldgebieten. Im Ortsteil Jelcz fließt die Młynówka Jelecka (der Mühlbach) in die Oder. Durch die Stadt verläuft die Woiwodschaftsstraße 455. Der Bahnhof liegt an der Bahnstrecke Opole–Wrocław.
Nachbarorte der Stadt Jelcz-Laskowice sind im Westen Łęg (Lange) und Miłoszyce (Meleschwitz), im Nordwesten Dziuplina (Daupe), im Nordosten Chwałowice (Quallwitz) und im Osten Piekary (Beckern) sowie Nowy Dwór (Neu Vorwerk).

## Stadtteile
- Centrum
- Jelcz
- Laskowice Oławskie
- Osiedle Hirszfelda
- Osiedle Piastowskie
- Osiedle Metalowców
- Strefa przemysłowa

## Geschichte

### Geschichte von Jeltsch/Jelcz

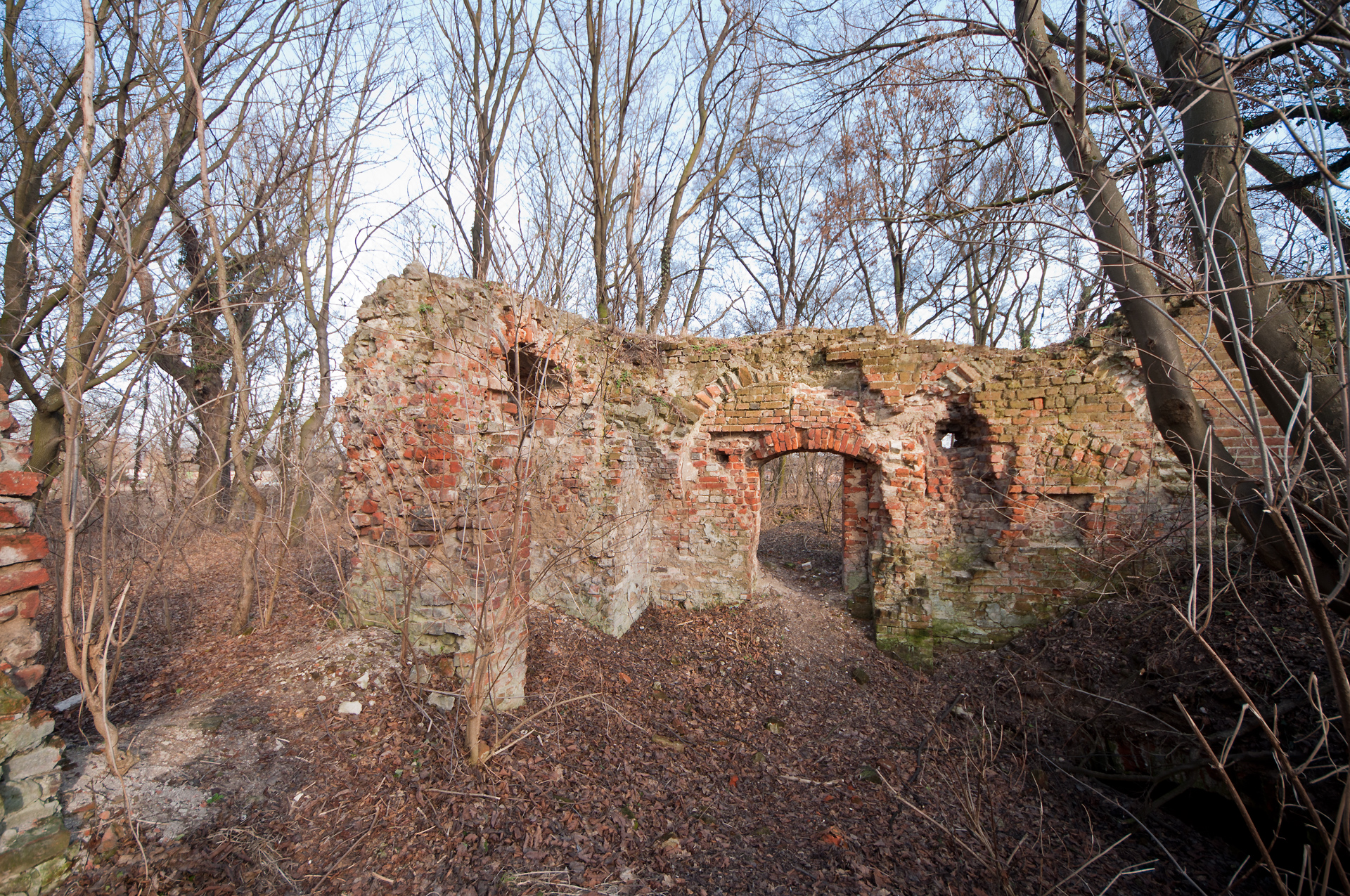
Ruinen der Burg Jeltsch

Erste Nachrichten über „Lazcoucki“, das später auch als „Leonardow“ bezeichnet wurde, sollen aus der Zeit des Herzogs Heinrich I. von 1203 und 1208 stammen. Erstmals urkundlich erwähnt wurde „Jalche“ 1245 in einer Bulle des Papstes Innozenz IV., der dem Breslauer Bischof Thomas den Besitz des Bistums Breslau bestätigte. Seit 1248/51 gehörte es zum Herzogtum Breslau. Im Streit um Teile des Herzogtums ließ 1277 der Liegnitzer Herzog Boleslaw II. seinen Neffen Heinrich IV. von Breslau in Jeltsch überfallen und nahm ihn auf der Burg Lehnhaus gefangen. 1323 entführte Herzog Boleslaw III. 1323 den bischöflichen Administrator Nikolaus von Banz in sein Jagdschloss Jeltsch. Nach 1331 wurde auf einer Insel in der Oder eine Burg errichtet. 1343 ist Jeltsch, das nie Stadtrecht besaß, unter den Städten mit Burgen der Herzogtümer Liegnitz und Brieg aufgeführt.
In den Jahren 1352–1397 war Jeltsch zeitweise im Besitz der von Prittwitz auf Laskowitz und der von Borschnitz-Jeltsch. Bischof Konrad von Oels erwarb Jeltsch 1433 zurück, nach seinem Tod im Jahre 1447 wurden die von Kottulinsky-Jeltsch neue Besitzer. 1508 wurde der Breslauer Patrizier und Ratsherr Konrad Sauermann, der einem fränkischen Geschlecht entstammte, neuer Herr auf Jeltsch. Er ließ 1518 die Burg auf der Oderinsel zum Schloss umbauen. 1530 wurde er in den Adelsstand erhoben, seine Nachkommen 1647 in den Reichsfreiherrnstand und 1798 in den preußischen Grafenstand. Seit 1569 war die Herrschaft Jeltsch zusammen mit drei weiteren ehemals bischöflichen Gütern zum Familienfideikommiss vereint.
Im Jahre 1623 zerstörte ein Brand das Schloss. Dem Wiederaufbau folgte der Dreißigjährige Krieg, in dem zwischen 1634 und 1648 nacheinander die Sachsen, die Kaiserlichen und die Schweden den Ort besetzten und das Schloss erneut verwüsteten. Die Adelsfamilie, die sich seit 1647 von Saurma-Jeltsch nannte, ließ das Schloss wüst und nahm in Laskowitz ihren Sitz. 1650 beschrieb Matthäus Merian Jeltsch anhand alter Chroniken als ein „Städtchen“.
Nach dem Ersten Schlesischen Krieg fiel Jeltsch 1742 zusammen mit dem größten Teil Schlesiens an Preußen. Durch die Flussregulierung der Oder in der zweiten Hälfte des 18. Jahrhunderts lagen die Überreste des Schlosses nun an einem Nebenarm der Oder. Die einstöckige Ruine erhielt 1816 einen hölzernen Turm und fand als Brauhaus eine neue Nutzung. 1817 zog Gustav Graf von Saurma-Jeltsch auf seinen alten Stammsitz in das Jagdschloss zurück und ließ 1829 nordöstlich des Ortes ein neues Schloss erbauen, das in den Jahren 1886 und 1894 erweitert wurde. Nach der Neugliederung Preußens gehörte die Landgemeinde Jeltsch ab 1815 zur Provinz Schlesien und war ab 1816 dem Landkreis Ohlau eingegliedert, mit dem es bis 1945 verbunden blieb. 1874 wurde der Amtsbezirk Jeltsch gegründet, dem die Landgemeinden Beckern, Bergel, Jeltsch, Neuvorwerk und Ottag sowie die Gutsbezirke Beckern, Jeltsch und Neuvorwerk eingegliedert wurden. 1871 zählte der Ort 1020 Einwohner, 1885 waren es 1056. 1905 wurden für Jeltsch 833 Einwohner gezählt, 1933 waren es 1311 und 1939 waren es 1312 Einwohner.
Als Folge des Zweiten Weltkriegs fiel Jeltsch 1945 mit dem größten Teil Schlesiens an Polen. Nachfolgend wurde es in Jelcz-Laskowice umbenannt. Die deutsche Bevölkerung wurde, soweit sie nicht schon vorher geflohen war, vertrieben. Die neu angesiedelten Bewohner waren teilweise Zwangsumgesiedelte aus Ostpolen, das an die Sowjetunion gefallen war.

### Geschichte von Laskowitz/Laskowice Oławskie

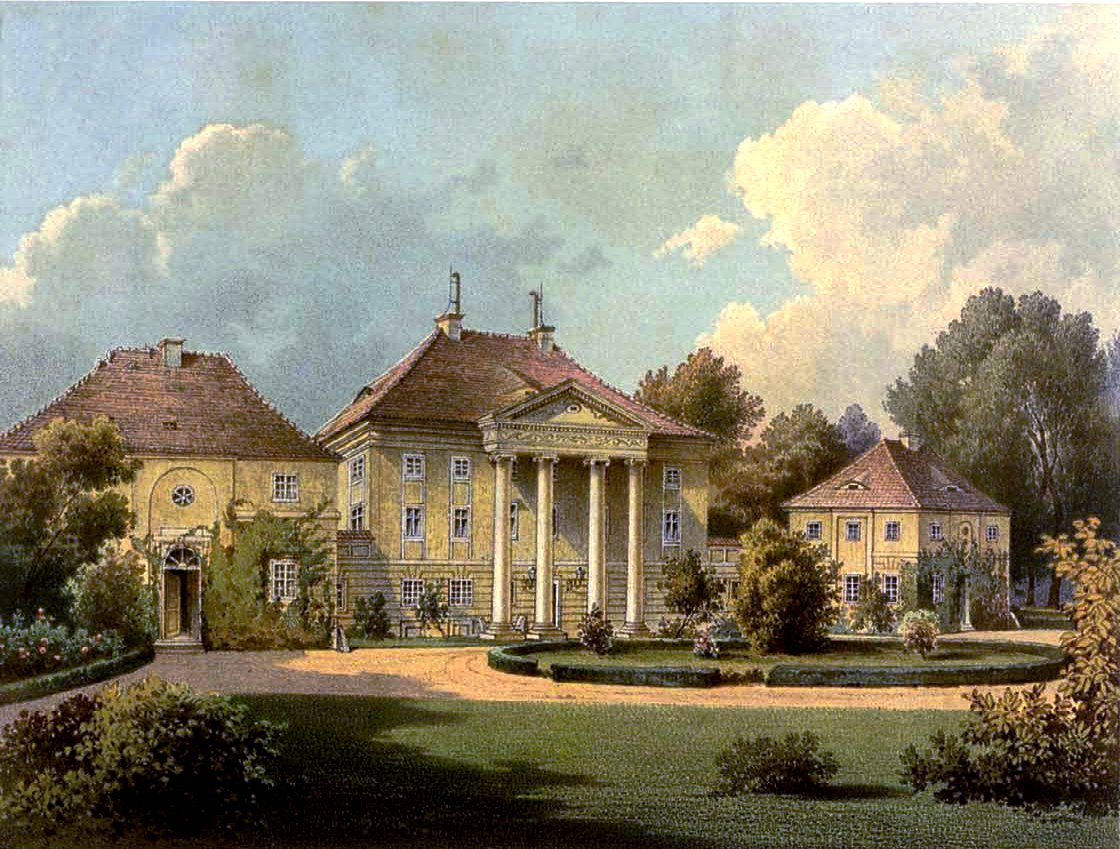
Schloss Laskowitz Mitte des 19. Jahrhunderts

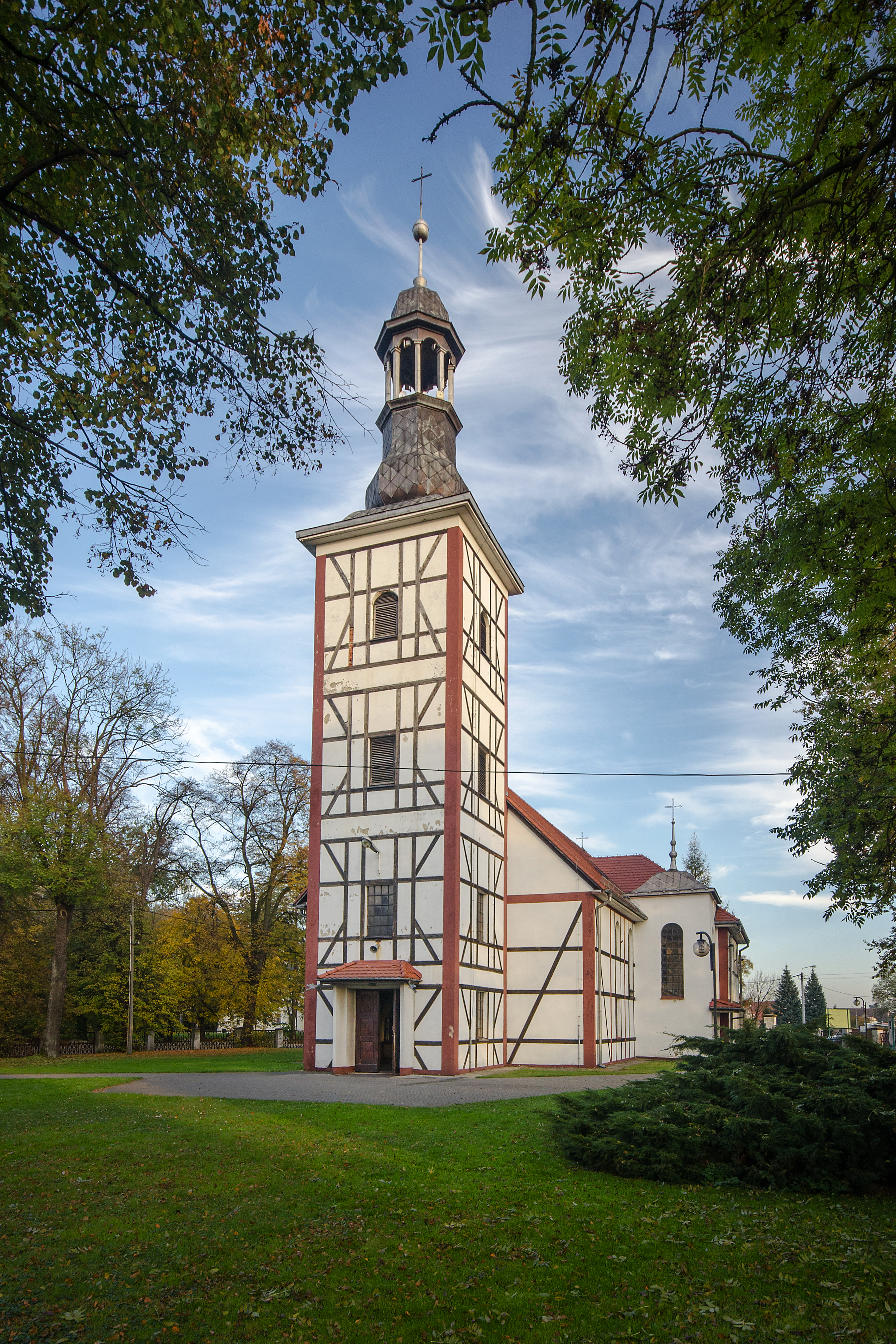
Pfarrkirche St. Stanislaus

Erste Nachrichten über „Lazcoucki“, das später als „Leonardow“ bezeichnet wurde, sollen aus der Zeit des Herzogs Heinrich I. (1203 und 1208) stammen. 1293 entstand das Dorf Laskowitz nach Deutschem Recht. Herzog Heinrich V. hatte seinen Leibkoch beauftragt, im dreizehn Kilometer nördlich von Ohlau gelegenen Laskowitzer Wald ein Dorf zu gründen, von dem 40 Hufen für die Ansiedlung von Bäckern, Brauern und Köchen für das herzogliche Jagdschloss im benachbarten Jeltsch vorbehalten waren. Im 14. Jahrhundert kam Laskowitz in den Besitz der Herren von Prittwitz, denen zeitweilig auch Jeltsch gehörte. 1558 ließ Johann von Prittwitz das Schloss Laskowitz errichten. Später heirateten die Freiherren von Saurma-Jeltsch Laskowitz zu ihren Besitztümern hinzu. Nach der Zerstörung des Schlosses Jeltsch war Laskowitz zwischen 1650 und 1817 Stammsitz dieser Adelsfamilie. Johann Franz Freiherr von Saurma-Jeltsch ließ 1779 das Schloss erheblich erweitern und im klassizistischen Stil umbauen.
Nach der Neugliederung Preußens gehörte die Landgemeinde Laskowitz ab 1815 zur Provinz Schlesien und war ab 1816 dem Landkreis Ohlau eingegliedert. Mit dem Bau der Eisenbahn von Breslau nach Oppeln erhielt Laskowitz einen Bahnhof an dieser Verbindung. Dies führte zur Ansiedlung von Industriebetrieben in dem Ort. 1874 wurde der Amtsbezirk Laskowitz gebildet, dem die Landgemeinden Birksdorf, Daupe, Groß Duppine, Laskowitz, Quallwitz und Trattaschine sowie die Gutsbezirke Daupe, Forst, Duppine und Laskowitz eingegliedert wurden. Erster Amtsvorsteher war der Kgl. Kammerherr Johannes Graf Saurma-Jeltsch in Laskowitz. 1871 zählte der Ort 1017 Einwohner, 1885 waren es 1054. 1905 wurden für Laskowitz 743 Einwohner gezählt, 1933 gab es 1353 Einwohner.
Am 3. Februar 1937 wurde der Ortsname in Markstädt geändert. 1939 lebten 1355 Menschen in Markstädt.
Im benachbarten Fünfteichen (Miłoszyce) wurde während des Zweiten Weltkrieges ein Außenlager des KZ Groß Rosen errichtet, dessen Häftlinge in den Bertha-Werken, einem Auslagerungsbetrieb der Kruppwerke, vom 1. Dezember 1943 bis zum 21. Januar 1945 125-mm-Kaliber-Geschütze produzieren mussten.
Nach dem Übergang Schlesiens infolge des Zweiten Weltkriegs 1945 an Polen wurde Laskowitz in Laskowice Oławskie umbenannt. 1952 entstand aus den Produktionsanlagen der vormaligen Bertha-Werke das Automobilwerk Zakłady Samochodowe Jelcz, das bis zur Teilinsolvenz 2008 auch Busse produzierte. Seit 2012 konzentriert sich die Produktion auf Lastkraftwagen und militärische Nutzfahrzeuge, die weiterhin unter der Marke Jelcz produziert werden. Daneben werden in der Stadt Dieselmotoren für Toyota hergestellt.

## Sehenswürdigkeiten

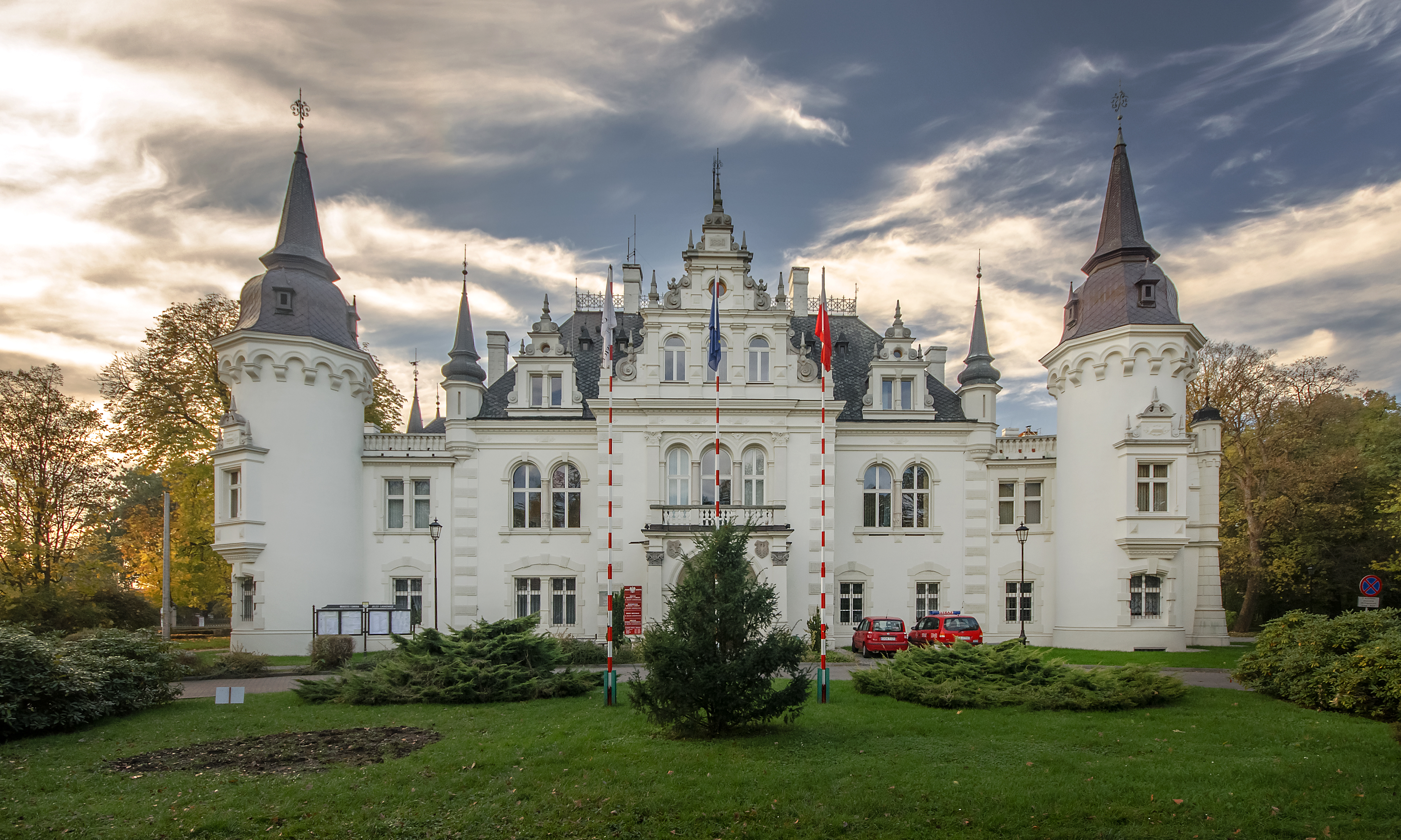
Schloss Laskowitz

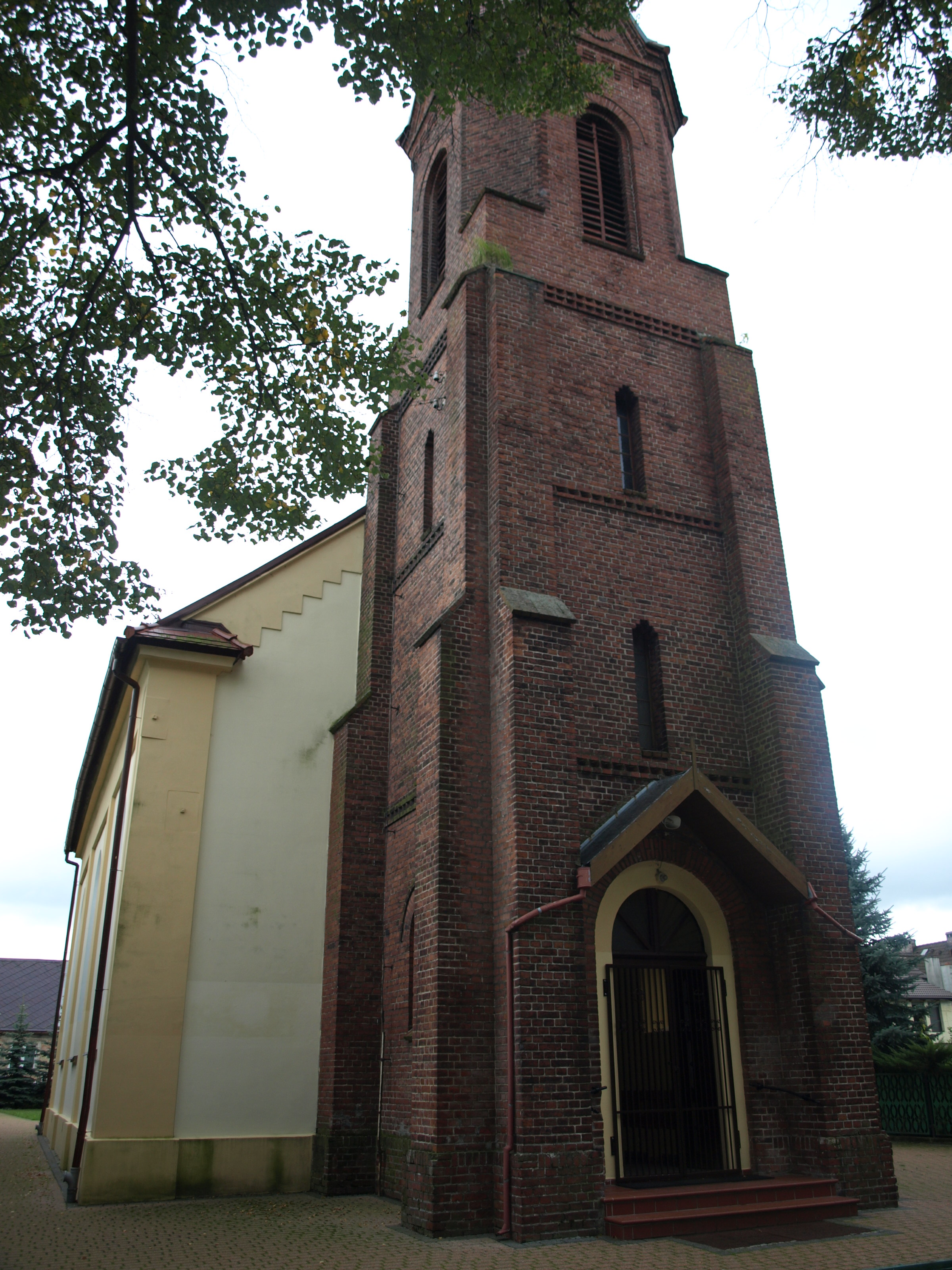
Kirche der Heiligen Jungfrau Maria

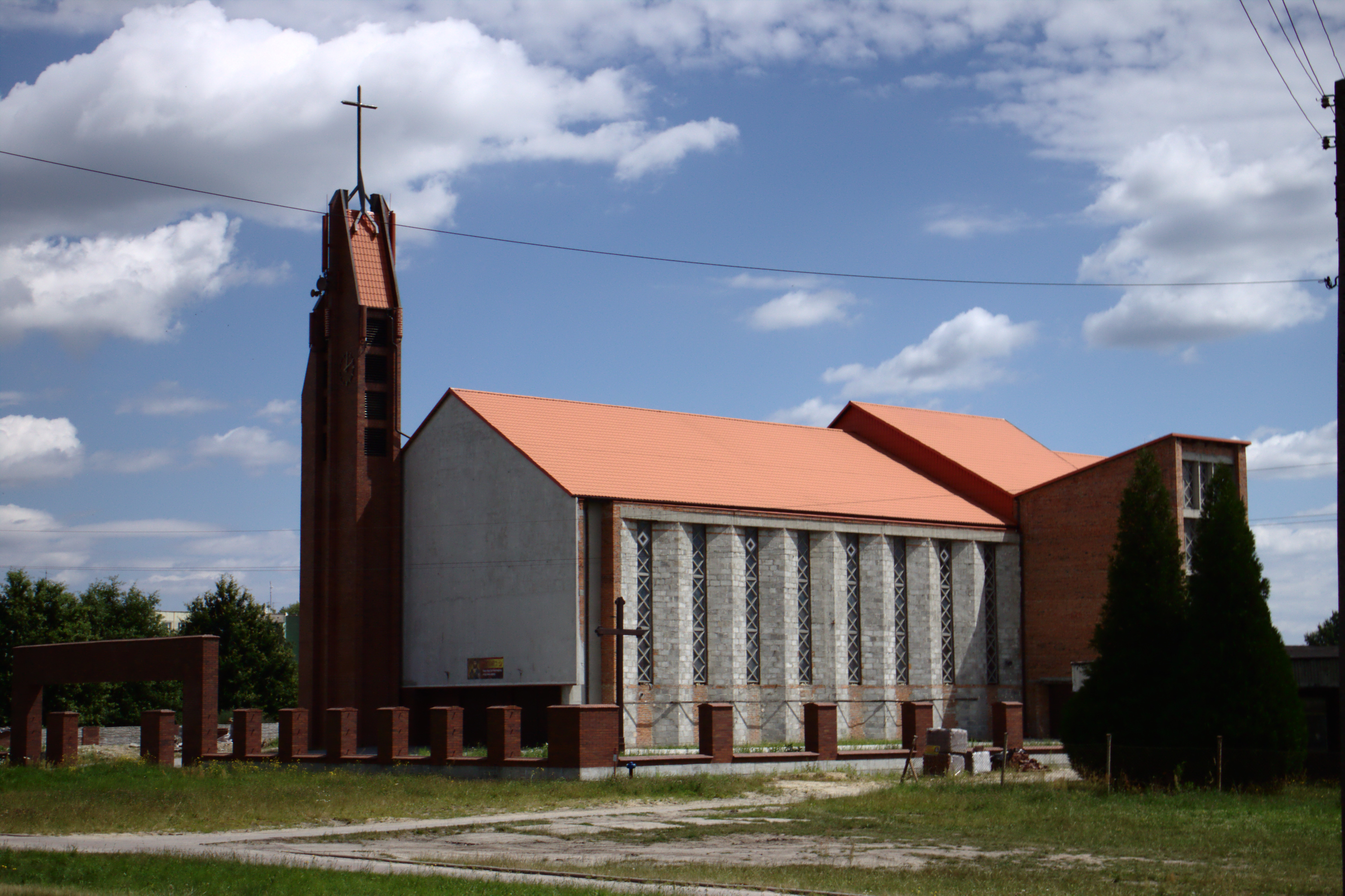
Maximilian-Kolbe-Kirche

- Die Burg Jeltsch (polnisch Zamek w Jelczu-Laskowicach) war eine Wasserburg auf einer kleinen Oderinsel am Südrand von Jeltsch. Sie wurde in der zweiten Hälfte des 13. Jahrhunderts errichtet, aber erst 1375 als „castrum“ urkundlich erwähnt. Im 14. und 15. Jahrhundert wurde sie zu einer mehrflügeligen Anlage ausgebaut, 1518 unter dem damaligen Burgherrn Konrad Sauermann im Stil der Renaissance neu gestaltet. Nachdem die Anlage im Dreißigjährigen Krieg durch mehrfache Belagerung, Einnahme und Verwüstung stark beschädigt worden war, zogen es die Besitzer 1650 vor, in ihr nahe gelegenes Schloss Laskowitz umzusiedeln. Die Burg wurde nachfolgend nur noch von einem Pächter bewohnt, der dort eine Brauerei und eine Gaststätte betrieb. Nach Einstellung deren Betriebs im 19. Jahrhundert und Sprengung der Burggebäude im ersten Viertel des 20. Jahrhunderts blieben nur noch ruinierte Mauerreste von der Anlage übrig. Diese stehen seit dem 20. November 1964 unter Denkmalschutz.
- Das Schloss Laskowitz (polnisch Pałac w Laskowicach Oławskich) ist eine Schlossanlage im Stil der niederländischen Neorenaissance. Es steht im Ortsteil Laskowitz und wird als Sitz der Stadt- und Landgemeinde Jelcz-Laskowice genutzt. Umgeben ist das Schloss von einer weitläufigen Parkanlage.
- Das Schloss Jeltsch (polnisch Pałac Jelcz) ist eine Schlossanlage im Westen von Jeltsch. Das Schloss wurde zwischen 1886 und 1894 anstelle eines hölzernen Jagdschlosses aus dem 17. Jahrhundert im Auftrag der Familie von Saurma errichtet. Heute befindet sich im Schloss die Katholische Wohltätigkeitsmission, angrenzend befindet sich der 9,5 Hektar große Schlosspark. Es liegt in der ul. Kukułczej 1.[7]
- Die römisch-katholische Stanislauskirche (polnisch Kościół św. Stanisława Biskupa) wurde im 19. Jahrhundert errichtet und diente bis 1945 als protestantisches Gotteshaus.[8] Nach 1945 wurde sie der Hl. Jungfrau Maria, Königin von Polen gewidmet. Umgeben ist die Kirche von einem Friedhof mit erhaltenen deutschen Grabmälern.[9] In: polska-org.pl. Abgerufen am 25. November 2024 (polnisch).

## Wirtschaft
In Jelcz-Laskowice sind folgende Industriebetriebe tätig:
- Instytut Mechaniki (Herstellung von Komponenten für die Automobilindustrie, die Eisenbahn- und Busproduktion)
- Autoliv (Sicherheitsgurte und Airbagmodule)
- Ronal Polska (Automobil-Aluminiumfelgen)
- Toyota (Diesel-Automotoren)
- Faurecia (Autoinnenausstattung)
- Dyka (Rohre für Abwasser- und Druckwasserleitungen)
- Italmetal (Metallelemente für Automobil- und Haushaltsgeräteindustrie)
- Simoldes Plastikos (Textil-, Gummi- und Kunststoffprodukte, Teile und Zubehör für Kraftfahrzeuge)
- Müller (Kinderspielzeug)
- Jelcz Sp. z o.o. z o. o. (Lastkraftwagen für die Armee)
- Przedsiębiorstwo Obrotu Samochodami i Częściami Zamiennymi Polmozbyt (Verkauf von Autos und Ersatzteilen)
- Stelweld (Metallkomponenten für Maschinen und Fahrzeuge)

## Sport
Sportvereine sind: TS Volley Jelcz-Laskowice (Volleyball), KS Antonio Orzeł Futsal Jelcz-Laskowice (Futsalverein), Harcownik (Laufen), UKP Manta (Schwimmen), Victoria (Tischtennis).

## Partnerschaften
- Gudensberg, Deutschland (seit 13. Oktober 2010)
- Rtyně v Podkrkonoší, Tschechien (seit 2000)
- Schtschyrez, Ukraine (seit 2010)

## Persönlichkeiten
- Hermann Gleich (1815–1900), römisch-katholischer Geistlicher, Weihbischof in Breslau
- Gustav Bauch (1848–1924), Lehrer und Historiker
- Wilhelm Ebel (1908–1980), Rechtshistoriker